# الدوري البيروي لكرة القدم 1978
الدوري البيروفي لكرة القدم 1978 (بالإسبانية: Campeonato Descentralizado 1978)‏ هو الموسم 50 من الدوري البيروفي لكرة القدم. كان عدد الأندية المشاركة فيه 16، وفاز فيه أليانزا ليما.